# XXXIe siècle av. J.-C.
../.. |
Ve millénaire av. J.-C. |
IVe millénaire av. J.-C. |
IIIe millénaire av. J.-C. |
../..
XXXVe siècle av. J.-C.
| XXXIVe siècle av. J.-C. 
| XXXIIIe siècle av. J.-C.
| XXXIIe siècle av. J.-C. 
| XXXIe siècle av. J.-C.
Liste des millénaires |
Liste des siècles

## Évènements
- 3100 av. J.-C. : premières installations urbaines à Byblos. Liens avec l'Égypte (bois de cèdre)[1].
- Vers 3100 av. J.-C. : roue à rayons en cuivre découverte dans le kourgane de Klady, dans le sud de la Russie[2].